# Піві-малюк чорноголовий
Піві-малюк чорноголовий (Empidonax atriceps) — вид горобцеподібних птахів родини тиранових (Tyrannidae). Мешкає в Коста-Риці і Панамі.

## Опис

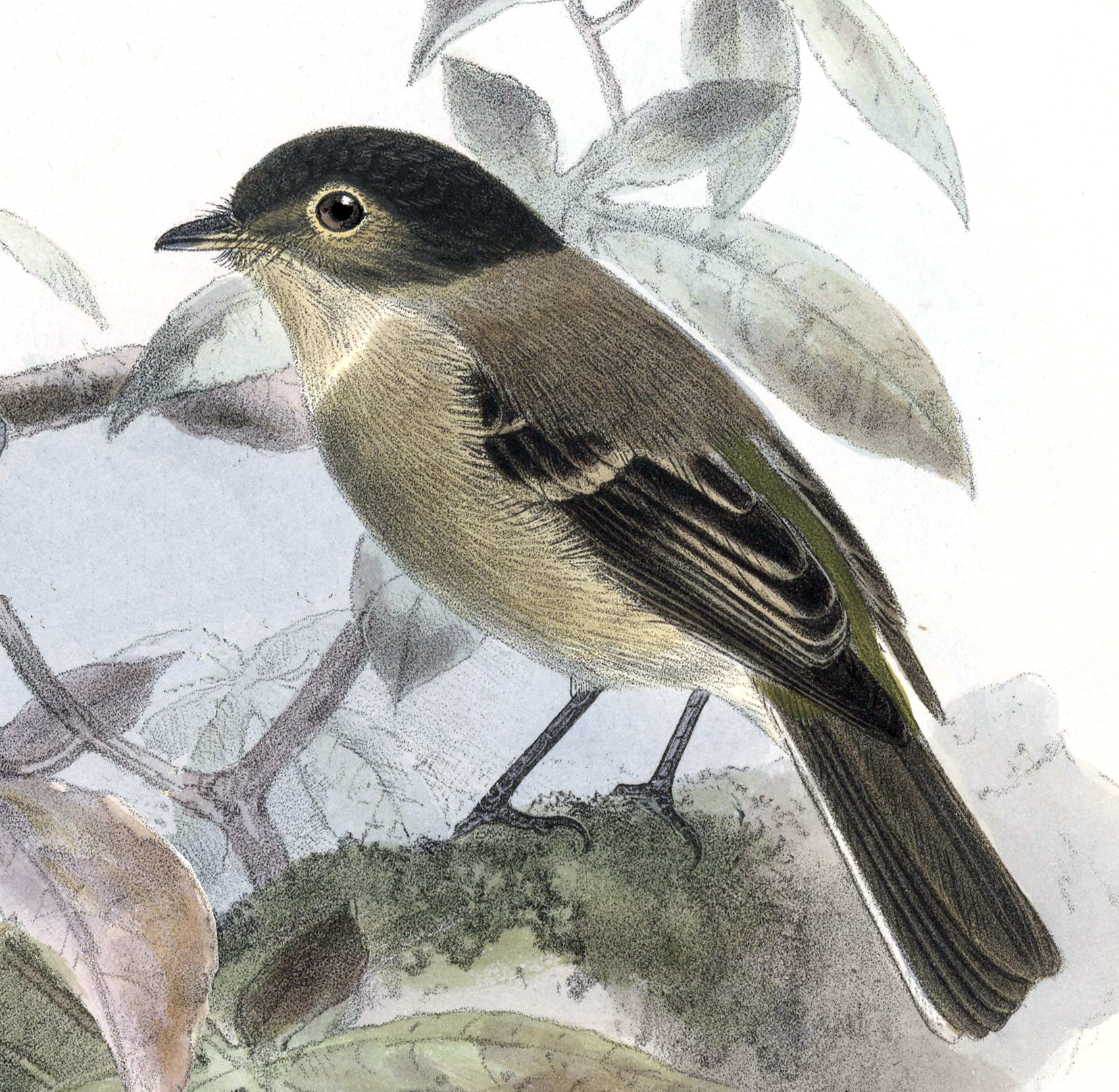
Чорноголовий піві-малюк

Довжина птаха становить 11,5 см, вага 9 г. Голова і задня частина шиї чорнуваті, верхня частина тіла оливково-коричнева, нижня частина тіла блідо-коричнева, горло білувате, нижня частина живота жовтувата. Крила і хвіст чорнуваті, на крила охристі смужки. Навколо очей білі кільця. розірвані над очима. У молодих птахів голова більш коричнева, смуга на крилах світліші.

## Поширення і екологія
Чорноголові піві-малюки мешкають в горах Кордильєра-Сентраль і Кордильєра-де-Таламанка в Коста-Риці і на заході Панами. Вони живуть в корнах гірських дубових лісів, на узліссях і галявих, у високогірних чагарникових заростях та на гірських луках. Зустрічаються поодинці або парами, на висоті від 2450 до 3300 м над рівнем моря, місцями на висоті від 2100 до 3000 м над рівнем моря. Живляться комахами та іншими дрібними безхребетними, на яких вони чатують, сидячи на гілці. Гніздо чашоподібне, робиться з трави і моху, встелюєтьмя м'якими рослинними волокнами, розміщується на землі або на дереві, в розмилці між гілками, на висоті від 2 до 12 м над землею. В кладці 2 кремових або білих яйця. Інкубаційний період триває 14-15 днів, насиджує лише самиця. Пташенята покидають гніздо через 17 днів після вилуплення.